# Fort Hunt (Virginia)
Fort Hunt es un lugar designado por el censo en el  condado de Fairfax, Virginia  (Estados Unidos). Según el censo de 2010 tenía una población de 16.045 habitantes.

## Demografía
Según el censo del 2000, Fort Hunt tenía 12.923 habitantes, 4.974 viviendas, y 3.909 familias. La densidad de población era de 980,3 habitantes por km².
De los 4.974 viviendas en un 33%  vivían niños de menos de 18 años, en un 71,2%  vivían parejas casadas, en un 5,6% mujeres solteras, y en un 21,4% no eran unidades familiares. En el 17,9% de las viviendas  vivían personas solas el 9,4% de las cuales correspondía a personas de 65 años o más que vivían solas. El número medio de personas viviendo en cada vivienda era de 2,58 y el número medio de personas que vivían en cada familia era de 2,94.
Por edades la población se repartía de la siguiente manera: un 24,8% tenía menos de 18 años, un 2,8% entre 18 y 24, un 23,2% entre 25 y 44, un 30,1% de 45 a 60 y un 19,1% 65 años o más.
La edad media era de 45 años.  Por cada 100 mujeres de 18 o más años  había 90,6 hombres.
La renta media por vivienda era de 102.259$ y la renta media por familia de 111.935$. Los hombres tenían una renta media de 79.828$ mientras que las mujeres 53.654$. La renta per cápita de la población era de 46.957$. En torno al 1% de las familias y el 1,8% de la población estaban por debajo del umbral de pobreza.

## Localidades adyacentes
El siguiente diagrama muestra a las localidades más próximas a Groveton.